# Saint-Symphorien-des-Bruyères
Saint-Symphorien-des-Bruyères ist eine französische Gemeinde mit 483 Einwohnern (Stand: 1. Januar 2022) im Département Orne in der Region Normandie. Sie gehört zum Arrondissement  Mortagne-au-Perche und zum Kanton Rai (bis 2015: Kanton L’Aigle-Ouest). Die Einwohner werden Saint-Symphérinolais genannt.

## Geographie
Saint-Symphorien-des-Bruyères liegt etwa 140 Kilometer westsüdwestlich von Paris. Umgeben wird Saint-Symphorien-des-Bruyères von den Nachbargemeinden Gauville im Norden und Westen,  Saint-Nicolas-de-Sommaire im Norden und Nordosten, Saint-Sulpice-sur-Risle im Osten und Südosten, L’Aigle im Südosten, Rai im Süden sowie Beaufai im Westen und Südwesten.

## Bevölkerungsentwicklung
| Jahr                      | 1962 | 1968 | 1975 | 1982 | 1990 | 1999 | 2006 | 2013 |
| Einwohner                 | 360  | 345  | 391  | 438  | 504  | 497  | 484  | 519  |
| Quelle: Cassini und INSEE |      |      |      |      |      |      |      |      |

## Sehenswürdigkeiten
- Kirche Saint-Symphorien aus dem 15. Jahrhundert, Monument historique